# Confederación de Trabajadores de México

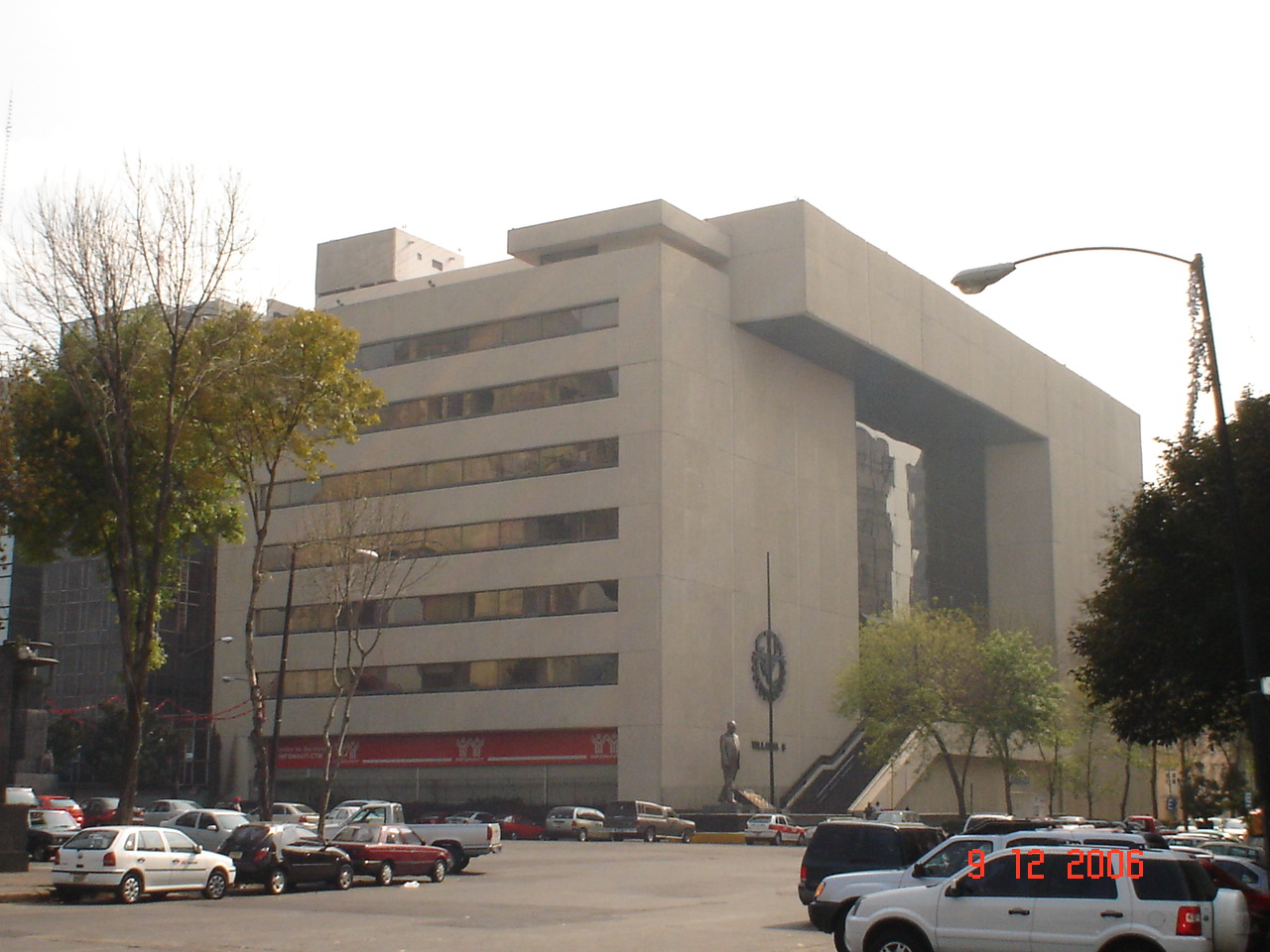

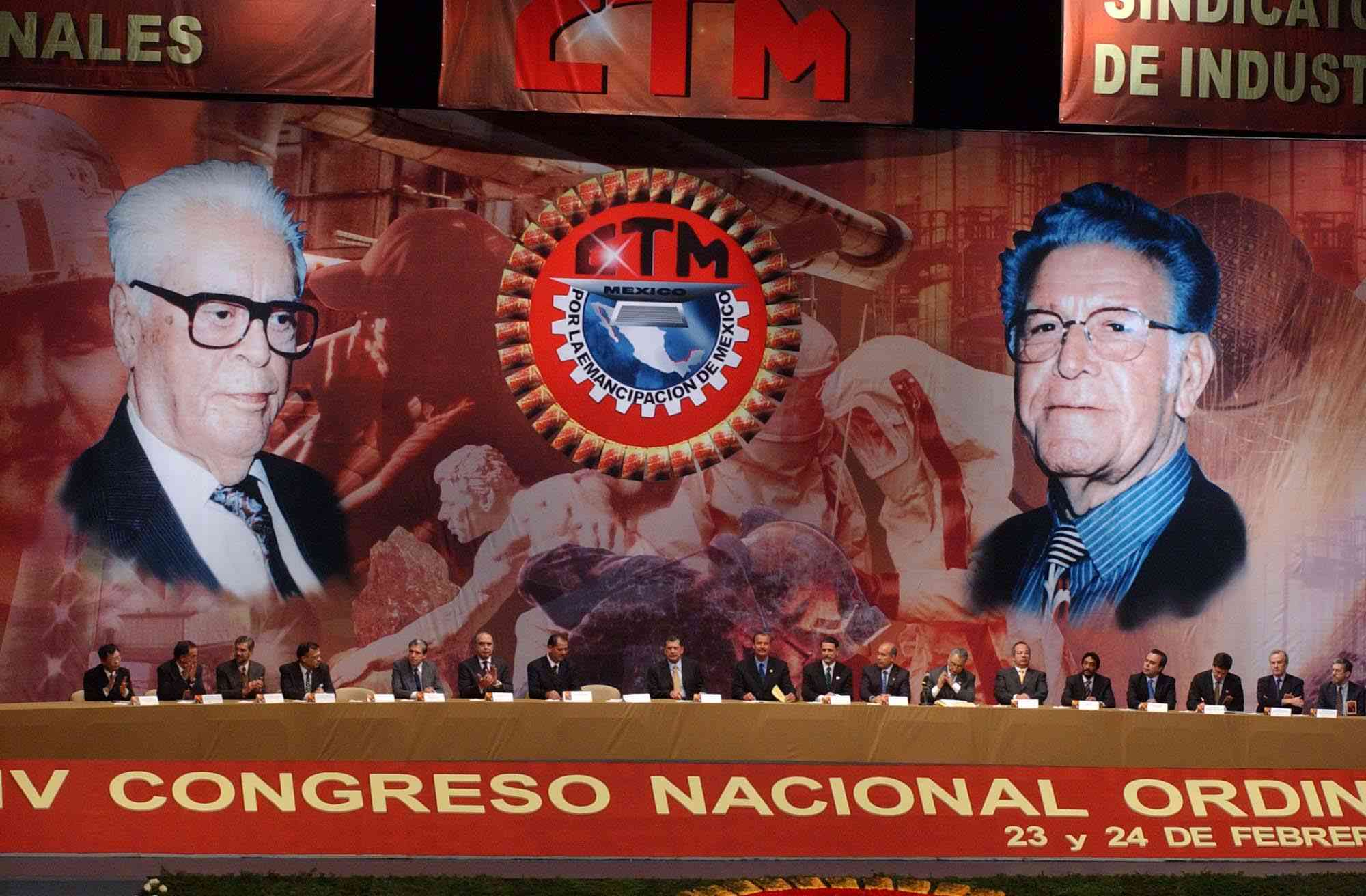

Confederación de Trabajadores de México (CTM) är Mexikos största fackliga centralorganisation, bildad 1936. CTM hade samma ordförande i 50 år och stod det dominerande regeringspartiet Partido Revolucionario Institucional (PRI) väldigt nära.